# Mein Schwiegervater, der Stinkstiefel
Mein Schwiegervater, der Stinkstiefel ist ein deutscher Fernsehfilm von Sven Bohse aus dem Jahr 2015 mit Michael Gwisdek in der Hauptrolle.

## Handlung
In einem tief verschneiten Alpendorf bewirtschaftet Joe zusammen mit seinem griesgrämigen Vater Hans den kleinen Bauernhof. Joe hat es nicht leicht. Nichts kann er seinem Vater recht machen, der an allem etwas auszusetzen hat. Als dann eines Tages unerwartet die Thailänderin Lamai auf dem Anwesen erscheint und Joe seinem Vater erklärt, dass er Lamai im Urlaub in Phuket geheiratet hat, kommt es zwischen den beiden zum Eklat. Hans will die junge Frau nicht auf dem Hof haben und fordert von seinem Sohn, dass er die „Hure“ nach Thailand zurückschickt. Aber Joe ist glücklich, endlich ein freundliches Wesen an seiner Seite zu haben und setzt kurzerhand seinen Vater vor die Tür, schließlich hat er den Hof von seiner Mutter geerbt und sein Vater besitzt nicht einmal ein Wohnrecht.
Wutentbrannt zieht der alte Mann in den Campingwagen und Lamai ins Haus. Dort muss sie allerdings feststellen, dass hier seit Jahren keine weibliche Hand gewirkt hat und alles sehr heruntergewirtschaftet, unordentlich und auch schmutzig ist. Zunächst genießt Lamai aber das Wiedersehen mit Joe, was ihm allerdings nicht gut bekommt. Nach ihrer ersten gemeinsamen Nacht in Deutschland erleidet Joe einen plötzlichen Herztod. Prompt macht Hans Lamai dafür verantwortlich. Noch wütender wird er, als er erfahren muss, dass Joe den gesamten Hof seiner Lamai vererbt hat. Zu ihrem Glück war Joe nicht allein im Urlaub gewesen, sondern mit seinem Freund Otti, der nun als einziger zu ihr steht und versucht, ihr zu helfen, in der fremden Umgebung mit den fremden und abweisenden Menschen zurechtzukommen.
Otti, der als Dorfpfarrer einigen Einfluss auf die Leute im Dorf hat, versucht nun, Hans ein wenig milder stimmen, doch gelingt ihm dies nicht. Dagegen stellt sich Lamai selbstbewusst gegen ihren Schwiegervater, der weiterhin versucht, sie mit allen Mitteln vom Hof zu vertreiben. Dabei muss er feststellen, dass ihm aufgrund seines Alters Grenzen gesetzt sind.
Als Hans beim Ausmisten im Stall einen Hexenschuss erleidet, will Lamai ihm helfen, was er zunächst strikt ablehnt. Erst nachdem er den ganzen Tag auf dem Boden liegen muss, weil er sich nicht rühren kann, willigt er ein und Lamai kann ihm mit geübten Handgriffen Erleichterung verschaffen. Kaum dass er sich wieder rühren kann, erscheint Wiebke, Joes erste Frau, und erklärt, dass sie gegen ihre Scheidung Widerspruch eingelegt und die Absicht habe, ihren Anspruch auf den Hof geltend zu machen. In der Folge würde das Anwesen verkauft werden und Hans müsste ins Altersheim. Das bringt ihn dazu, ein wenig umzudenken, und er erkennt Lamai als das „kleinere Übel“ an.
Doch hält diese Einsicht nicht lange vor, denn inzwischen treffen auch Lamais Sohn Sua und ihre Mutter Preecha auf dem Hof ein. Nun hat Hans drei Fremde um sich, mit denen er sich allmählich versucht zu arrangieren. Lamais Sohn erinnert ihn an Joe, als der in dem Alter des Jungen war. Da auch Sua stets die Nähe des alten Mannes sucht, verbringen sie viel Zeit miteinander und Hans repariert den alten Mercury Cougar, den Joe seit Jahren nutzlos in der Garage stehen hatte. Auch mit den beiden Frauen kommt er allmählich besser aus, die zusammen das Haus auf Vordermann gebracht und aus dem Lagerobst einen Schnaps gebrannt haben, den Lamai im Dorf zu verkaufen versucht. Auf dem Rückweg wird sie von Jugendlichen des Dorfes verfolgt, die vorhaben, sie zu vergewaltigen. Zum Glück kann Hans einschreiten, der gerade im Wald jagen wollte, und kann die Jungen vertreiben. Als sich Lamai am Abend bei Hans bedankt, erfährt er in dem Gespräch, dass Joe auch ganz speziell an ihn gedacht hat, als er Lamai überredet hatte nach Deutschland zu kommen. Es sollte auch ihm gut tun.
Joes Exfrau Wiebke versucht inzwischen mit allen Mitteln, etwas vom Erbe abzubekommen. Nachdem sie mit ihrem Widerspruch gegen die Scheidung keinen Erfolg hatte, zeigt sie Lamai an, die Hochzeit erschlichen zu haben. Vor der versammelten Kirchengemeinde wird diese festgenommen und abgeführt. Das provoziert den Pfarrer zu einer sehr direkten und anklagenden Predigt an die Leute und ihre Scheinheiligkeit. In der Folge legt er sein Priesteramt ab.
Nachdem Lamai und ihre Familie von den Behörden nach Thailand zurückgeschickt wurden, hält es Hans nicht mehr allein auf dem Bauernhof aus. Er verkauft ihn und reist Lamai hinterher. Mit dem Geld aus dem Anteil ihrer Erbschaft kann Lamai hier gut leben und auch Hans kann seinen Lebensabend sorglos im „Paradies“ verbringen.

## Hintergrund
Mein Schwiegervater, der Stinkstiefel wurde zu großen Teilen in Oberbayern gedreht: in Warngau-Wall, Weyarn, Bayrischzell, Ramsau/Hintersee, Bergkirchen und in Miesbach. Diese Orte stellen die Kulisse des ländlichen Lebens sehr authentisch dar. Weitere Szenen wurden in München und in Thailand aufgenommen.
Die Hauptdarstellerin und gebürtige Vietnamesin Mai Duong Kieu lernte für den Film extra Thailändisch. Das Tai-Chi, das Lamai im Hof übt, wurde ihr hingegen in die Wiege gelegt, denn ihr Vater ist Kung-Fu-Lehrer.

## Rezeption

### Einschaltquote
6,06 Millionen Zuschauer verfolgten den Film am 11. Dezember 2015 im ARD. Der Marktanteil betrug 19,9 Prozent.

### Kritik
Tilmann P. Gangloff von tittelbach.tv wertete: „Natürlich ist die Geschichte vom Grantler, der sein gutes Herz hinter einer rauen Schale verbirgt, nicht neu, und Michael Gwisdek spielt den fremdenfeindlichen alten Bauern, der sich zum freundlichen Großvater wandeln darf, nicht zum ersten Mal; aber er macht das auch in ‚Mein Schwiegervater, der Stinkstiefel‘ einmal mehr hervorragend. Außerdem ist das Drehbuch freigiebig mit schwarzem Humor und bösen Dialogen gewürzt, zumal die Dörfler ausnahmslos als lüstern & bigott entlarvt werden. Und die Besetzung ist famos!“
focus.de schrieb in seiner Filmkritik: „Trotz aller Situationskomik wird dank feiner schauspielerischer Arbeit deutlich, dass beide [Hauptfiguren] unter Einsamkeit und Trauer leiden. Gerade der mehrfach ausgezeichnete Michael Gwisdek […] schafft immer wieder Momente, in denen die ruppige Hülle nachgibt und einen zutiefst verletzten Mann erkennen lässt, der selbst nicht mehr weiß, wo er hingehört. Obwohl der Film eine Komödie ist […] setzt sich Regisseur Sven Bohse […] überraschend ernsthaft mit dem Thema Rassismus auseinander.“ „Und auch zum Schluss gibt es kein Happy End im klassischen Sinne: Stattdessen stellt sich die Frage, ob Heimat automatisch Glück bedeutet. Die Antwort bleibt offen.“

„Regisseur Sven Bohse fand für diese Geschichte exakt die richtige Linie zwischen Tragik und Komik. Wenn Hans Polack mit einem Hexenschuss im Kuhstall liegt, aber störrisch Lamais Hilfsangebot zurückweist und lieber unter Schmerzen rücklings ins Haus robbt, dann ist sein Verhalten lachhaft und entlarvend zugleich.
Die Autoren riskierten aber auch eine Szene, in der ein paar missratene Dorfjugendliche zu einer Vergewaltigung ansetzen. Ein weiterer Unterschied zu trivialer Flachware: Das Verhalten des ‚Stinkstiefels‘ Hans Polack fand eine Erklärung in seiner Biografie – der alte Mann war einst nach der Verhaftung seines Vaters mit seiner Mutter aus der DDR geflüchtet, somit selbst ein Zugezogener, der sein Heimweh nie ganz überwunden hatte.
Am Ende fanden die Autoren wieder zum heiteren, erbaulichen Ton, versahen den Schluss aber mit einer ironischen Brechung. Auch dies ein Mittel, kitschiger Gefühligkeit vorzubeugen.“